# لانه‌کن وایت‌هد
لانه‌کن وایت‌هد (نام علمی: Harpactes whiteheadi) نام یک گونه از سرده لانه‌کن‌های گیرنده است.